# Zintane
Zintane (em árabe: الزنتان; romaniz.: Zintan) ou Tigarmim (em berbere: Tiɣaṛmin) é uma cidade do distrito de Jabal Algarbi, na Líbia. Segundo censo de 2012, havia 16 157 residentes.

## Guerra Civil Líbia
Os zintanos se uniram à Guerra Civil Líbia em 2011. A Batalha de Zintane começou quando forças lealistas a Muamar Gadafi chegaram para recrutar 1 000 homens. Insultados pela ideia de lutarem, grupo se formou ali para protestar. Como o grupo cresceu, as forças lealistas atacaram mas grupos locais contra-atacaram com armas roubadas "repelindo" grande comboio lealista pesadamente armado em 19-20 de março. Os zintanos foram responsáveis pela captura de Ceife Islam, segundo filho de Gadafi. Ele foi capturado em 19 de novembro, um mês após a morte de seu pai, aproximadamente 50 quilômetros a oeste da cidade de Ubari, próximo de Saba, no sul da Líbia.

## Educação
Em junho de 2017, com a divisão da Universidade da Montanha Ocidental em duas e a criação das Universidades de Gariã e Zintane, várias faculdades locais ficaram sob sua jurisdição: as Faculdades de Engenharia, Ciências, Educação, Tecnologia da Informação, Direito, Medicina Humana e Odontologia, todas em Zintane; as Faculdades de Tecnologia Médica, Direito e Xaria de Nalute; as Faculdades de Engenharia e Educação de Jadu; a Faculdade de Educação de Jefrém; a Faculdade de Educação de Cabau; as Faculdades de Educação e Agricultura de Reiaina; as Faculdades de Educação e Ciência Política de Tiji; a Faculdade de Educação de Derje; a Faculdade de Contabilidade de Rujbane; e a Faculdade de Artes e Ciências de Tagueba.